# 関好孝
関 好孝（せき よしたか、1959年〈昭和34年〉1月24日 - ）は、日本の政治家。福岡県大牟田市長（2期）。

## 来歴
福岡県大牟田市出身。大牟田市立倉永小学校、大牟田市立甘木中学校、ラ・サール高等学校卒業。1982年（昭和57年）3月、早稲田大学政治経済学部卒業。同年6月、福岡県庁に入庁。私学振興・青少年育成局長、環境部長などを歴任。
2019年（平成31年）3月、福岡県庁を退職。同年（令和元年）6月、一般財団法人九州環境管理協会の副理事長に就任。同年8月21日、大牟田市長の中尾昌弘が健康上の理由により次期市長選不出馬の意向を固めたことが報道により明らかとなる。これを受けて同月に九州環境管理協会を退職し、立候補することを決める。
同年11月17日に行われた市長選に自民党・公明党の推薦を受けて立候補し、元市長の古賀道雄ら2候補を破り初当選した。12月3日、市長就任。
※当日有権者数：97,027人 最終投票率：35.74%（前回比：pts）
| 候補者名 | 年齢 | 所属党派 | 新旧別 | 得票数   | 得票率 | 推薦・支持                 |
| -------- | ---- | -------- | ------ | -------- | ------ | -------------------------- |
| 関好孝   | 60   | 無所属   | 新     | 17,414票 | 50.81% | （推薦）自由民主党・公明党 |
| 古賀道雄 | 75   | 無所属   | 元     | 15,760票 | 45.98% |                            |
| 福島功   | 76   | 無所属   | 新     | 1,101票  | 3.21%  |                            |

2023年11月12日任期満了に伴う市長選は関しか立候補者はおらず無投票で再選。

## 統一教会との関係
- 2019年の市長選挙の立候補表明後、世界平和統一家庭連合（旧統一教会）の「大牟田家庭教会」に挨拶に行った。また、初当選後に再び同教会へ挨拶に行った[8]。
- 2022年7月初旬、大牟田家庭教会が開いた移転式典に招かれ、出席はしなかったが、祝電を送った[8]。